# Роналдан
Рона́лдо Родри́гес де Же́зус (порт. Ronaldo Rodrigues de Jesus; 19 июня 1965, Сан-Паулу), более известен под именем Роналда́н (порт. Ronaldão), что значит Большой Роналдо — бразильский футболист, защитник. Чемпион мира 1994 года.

## Карьера

### Клубная
Роналдан начал свою карьеру в клубе «Риу-Прету» в 1985 году, на следующий год он перешёл в клуб «Сан-Паулу», дебютировав в команде 20 февраля 1986 года. Первоначально в «Сан-Паулу» Роналдан играл на позиции левого защитника, но затем его сочли недостаточно быстрым для этого амплуа и перевели в центр обороны, где Роналдан играл всю оставшуюся карьеру. До 1991 года выходы Роналдана на поле были нерегулярны, ему приходилось соревноваться за место в «основе» с другими футболистами, среди которых были Антонио Карлос, и Рикардо Роша и Дарио Перейра, но с 1991 года новый главный тренер команды Теле Сантана доверил футболисту твёрдое место в обороне клуба, и Роналдан не подвёл — клуб выиграл чемпионат Бразилии, а сам Роналдан стал привлекаться в национальную сборную Бразилии. После этого клуб с Роналданом в составе выиграл два Кубка Либертадорес, два Межконтинентальных Кубка, в том числе кубок 1992 года, когда Роналдан прекрасно справился с лидером атак каталонской «Барселоны» Христо Стоичковым, действуя против него персонально, и две Рекопы Южной Америки. Всего в составе «Сан-Паулу» Роналдан провёл 294 игры (из них 176 официальных, среди которых 85 матчей в чемпионате и 17 в кубке Либертадорес, 2-й результат в истории клуба), из которых клуб выиграл 143 раза, 100 матчей свёл вничью и 51 проиграл, а Роналдан забил за клуб 4 мяча (из них один в кубке Либертадорес). Последнюю игру за «Сан-Паулу» Роналдан провёл 1 апреля 1994 года.
После чемпионата мира Роналдан, как и многие бразильцы, покинул родину и уехал в Японию в клуб «Симидзу С-Палс», в котором провёл 2 сезона, проведя за клуб 46 матчей.
В 1995 году Роналдан вернулся в Бразилию и подписал контракт с клубом «Фламенго», дебютировав в товарищеском матче за клуб 17 августа 1995 года с «Депортиво», в котором «Фла» проиграл 0:3. Несмотря на неудачный дебют, Роналдан вскоре стал основным игроком обороны «Фламенго», выиграв в 1996 году чемпионат Рио-де-Жанейро, Золотой кубок Южной Америки, Трофей Рио и Кубок Гуанабара. Последний матч за «Фламенго» Роналдан сыграл 24 ноября 1996 года против клуба «Баия», в котором «Фламенго» проиграл 0:1. Всего за «Фла» Роналдан провёл 98 матчей (из них 44 в чемпионате Бразилии), в которых клуб выиграл 49 раз, 26 игр свёл вничью и 23 проиграл, и забил в них 5 мячей.
В 1997 году Роналдан перешёл в клуб «Сантос», за который выступал полтора года, выиграв с клубом Турнир Рио-Сан-Паулу в первый год выступлений за команду, провёл в чемпионате за этот клуб 38 матчей и забил 2 мяча. Затем Роналдан несколько месяцев выступал за «Коритибу», а потом перешёл в «Понте-Прету», в котором и завершил карьеру.

### Международная
В сборной Бразилии Роналдан дебютировал 10 января 1991 года в товарищеском игре со сборной Чехословакии, в которой бразильцы победили 2:1, затем до 1995 года Роналдан играл лишь в товарищеских играх. В 1994 году Роналдан поехал на чемпионат мира после того, как основной защитник команды Рикардо Гомес, уже включённый в заявку, за несколько дней до начала чемпионата получил травму и выбыл из строя, там Роналдан не провёл ни единого матча, Бразилия стала чемпионом мира, и он в числе всех заявленных игроков, получил золотую медаль.
7 июля 1995 года Роналдан провёл свой первый официальный матч за сборную Бразилии — на Кубке Америки в матче с Эквадором, в том матче на 73-й минуте Роналдан забил единственный во встрече мяч, принеся победу своей команде. Этот гол стал его первым и последним за национальную команду. Свою последнюю игру за сборную Роналдан провёл 12 августа 1995 года против Южной Кореи.

### После окончания карьеры
Завершив карьеру игрока, Роналдан остался в клубе «Понте-Прета», работал его техническим директором. После увольнения из клуба Роналдан живёт в Кампинасе, ожидая предложений из других команд.

## Достижения
- Чемпион Бразилии: 1986, 1991
- Чемпион штата Сан-Паулу: 1987, 1989, 1991, 1992
- Обладатель Кубка Либертадорес: 1992, 1993
- Обладатель Межконтинентального Кубка: 1992, 1993
- Чемпион Рекопы Южной Америки: 1993, 1994
- Обладатель Суперкубка Либертадорес: 1993, 1994
- Чемпион мира: 1994
- Чемпион штата Рио-де-Жанейро: 1996
- Обладатель Золотого кубка Южной Америки: 1996
- Обладатель трофея Рио: 1996
- Обладатель Кубка Гуанабара: 1996
- Чемпион турнира Рио-Сан-Паулу: 1997